# ولچو استویانوف
ولچو استویانوف (انگلیسی: Velcho Stoyanov; تاریخ ورودی نامعتبر است – تاریخ ورودی نامعتبر است) بازیکن فوتبال اهل بلغارستان بود.